# John Havlicek
John Joseph Havlicek (* 8. April 1940 in Martins Ferry, Ohio; † 25. April 2019 in Jupiter, Florida), genannt Hondo, war ein US-amerikanischer Basketballspieler, der zwischen 1962 und 1978 für die Boston Celtics in der National Basketball Association (NBA) spielte. In dieser Zeit wurde er unter anderem achtmal NBA-Champion und 13-mal NBA All-Star. 1984 wurde er in die Naismith Memorial Basketball Hall of Fame aufgenommen. Seit der Saison 2022/23 ist die Trophäe des NBA Sixth Man of the Year Awards für den wertvollsten Bankspieler bzw. den vielseitigsten Basketballer nach John Havlicek benannt.

## Laufbahn
Als Sohn tschechoslowakischer Einwanderer in Ohio geboren, wurde er während seiner Highschool-Zeit ein Star in drei Sportarten: Basketball, Baseball und American Football. 1958 nahm er ein Sportstipendium der Ohio State University an und konzentrierte sich auf Basketball. An der Seite des Ausnahmespielers Jerry Lucas gewann Havlicek 1960 die NCAA Division I Basketball Championship, die darauffolgenden Jahre erreichte man zweimal das Finale. Danach wechselte Havlicek in die NBA.
Die Boston Celtics wählten Havlicek in der ersten Runde des NBA-Drafts 1962 an siebter Stelle. Mit dem Team gewann Havlicek sechs Meisterschaften in den folgenden sechs Jahren, wobei er allerdings anfangs eine untergeordnete Rolle neben den Stars der Celtics, Bill Russell und Bob Cousy spielte.
1969 beendete Russell seine Karriere, und Havlicek wurde wichtigster Mann im Team. Es dauerte einige Jahre, bis erneut Meisterschaften gefeiert werden konnten. Erst 1974 und dann 1976 gewann Havlicek seine siebte und achte Meisterschaft. Für seine Leistungen in der Finalserie 1974 wurde er mit dem NBA Finals MVP Award ausgezeichnet.
1978 beendete Havlicek seine Karriere als bester Werfer in der Celtics-Vereinsgeschichte: In 1.270 Spielen erzielt er 26.395 Punkte und liegt damit im Jahr 2019 auf Platz 16 der besten Schützen der NBA-Geschichte. Dazu kommen 8.007 Rebounds und 6.114 Assists. 4× wählte man ihn ins All-NBA-First-Team (1971–1974) und 7× ins Second-Team (1964, 1966, 1968, 1969, 1970, 1975, 1976). Zwischen 1966 und 1978 wurde er 13 Jahre in Folge zum All-Star-Game eingeladen. Am 30. April 1984 wurde er in die Naismith Memorial Basketball Hall of Fame aufgenommen. Er wird zusätzlich auf der Liste der 50 besten NBA-Spieler aller Zeiten geführt und wurde anlässlich des 75. Jubiläums der Liga 2021 in das NBA 75th Anniversary Team gewählt.
Seit der Saison 2022/23 ist die Trophäe des NBA Sixth Man of the Year Awards nach Havlicek benannt.
John Havlicek starb 2019 im Alter von 79 Jahren. Er litt an der Parkinson-Krankheit.

## Erfolge

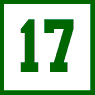
Seine Trikotnummer 17 wird von den Celtics nicht mehr vergeben

- 8× NBA-Champion: 1963–1966, 1968, 1969, 1974 und 1976
- 1× NBA Finals MVP: 1974
- 13× NBA All-Star: 1966–1978
- 4× All-NBA First Team: 1971–1974
- 7× All-NBA Second Team: 1964, 1966, 1968–1970, 1975, 1976
- 5× NBA All-Defensive First Team: 1972–1976
- 3× NBA All-Defensive Second Team: 1969–1971
- NBA All-Rookie First Team: 1963
- Trikotnummer 17 wird von den Boston Celtics nicht mehr vergeben
- 3× NBA Jubiläums-Teams (35th Anniversary Team, 50 Greatest Players, 75th Anniversary Team)

Quelle: